# Falevi Umutaua
Falevi Umutaua – samoański trener piłkarski.

## Kariera trenerska
W 2007 prowadził narodową reprezentację Samoa.